# Ferrari 488 GTB
La Ferrari 488 GTB (sigla di progetto F142M) è un'autovettura sportiva prodotta dalla casa automobilistica italiana Ferrari a partire dal 2015 come erede della Ferrari 458. Viene sostituita nel 2019 dalla sua evoluzione: la Ferrari F8 Tributo.

## Presentazione al pubblico

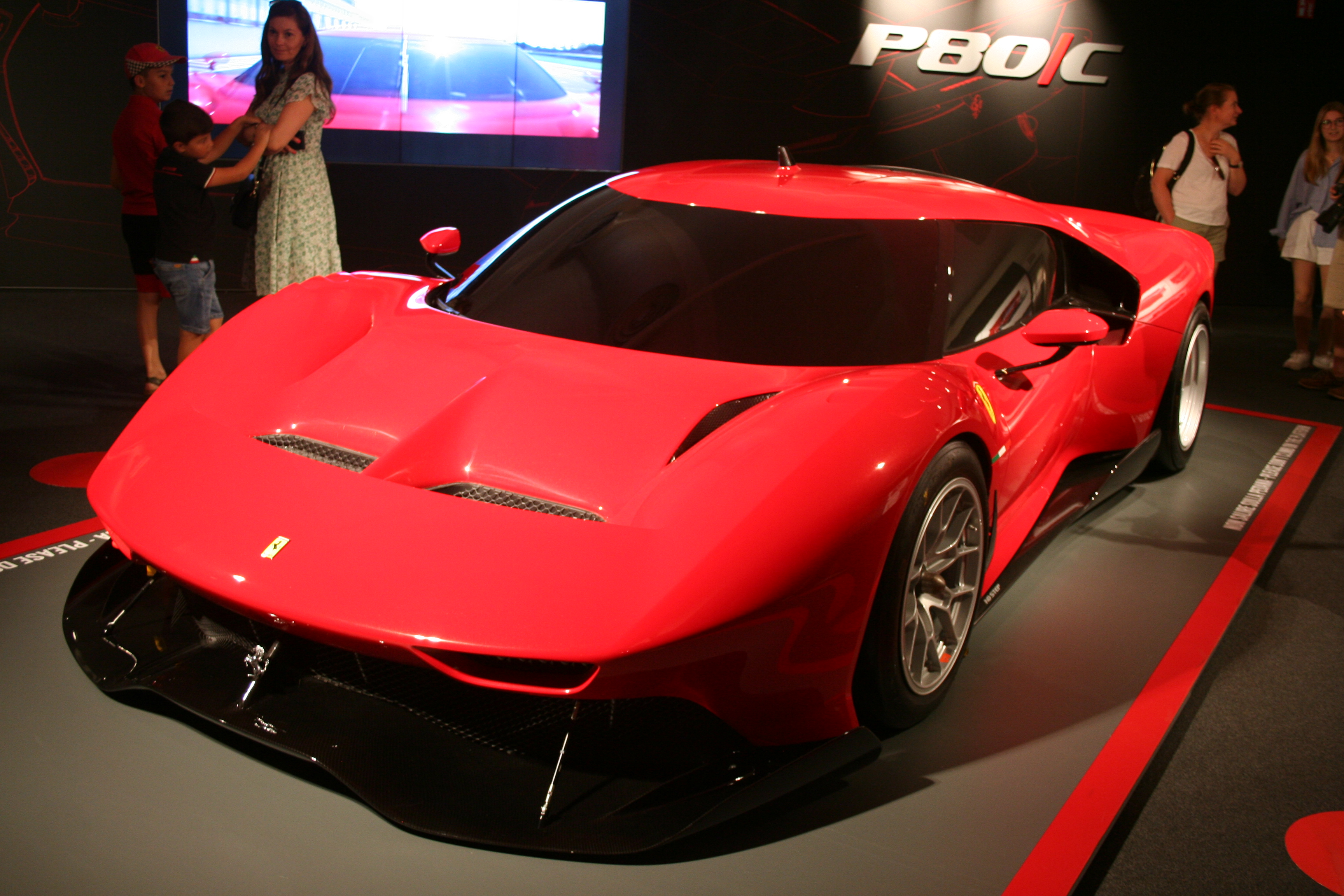
Ferrari P80/C al Museo Ferrari di Maranello

La vettura è stata presentata il 3 febbraio 2015, attraverso il sito web ufficiale della casa, a quarant'anni esatti dal debutto della 308 GTB, prima Ferrari stradale della storia dotata di V8 posteriore-centrale. Per la presentazione al pubblico, invece, è stato scelto il Salone dell'automobile di Ginevra del 2015.
Il nome 488 rappresenta il valore della cilindrata di ogni singolo cilindro, infatti dividendo la cilindrata totale di 3.902 cm³ per gli 8 cilindri si ottiene, arrotondando, la cilindrata unitaria di 488 cm³.

## Caratteristiche

### Motore e trasmissione
Si tratta di una vettura a due posti, con motore 8 cilindri disposti a V di 90° bi-turbo IHI con cilindrata di 3.902 cm³, denominato Ferrari F154 CB.
Il motore è montato in posizione centrale con trazione posteriore ed è in grado di erogare una potenza massima di 493 kW (670 CV) a 8000 giri/minuto e con una coppia massima di 760 N·m a 3000 giri/minuto.

### Design

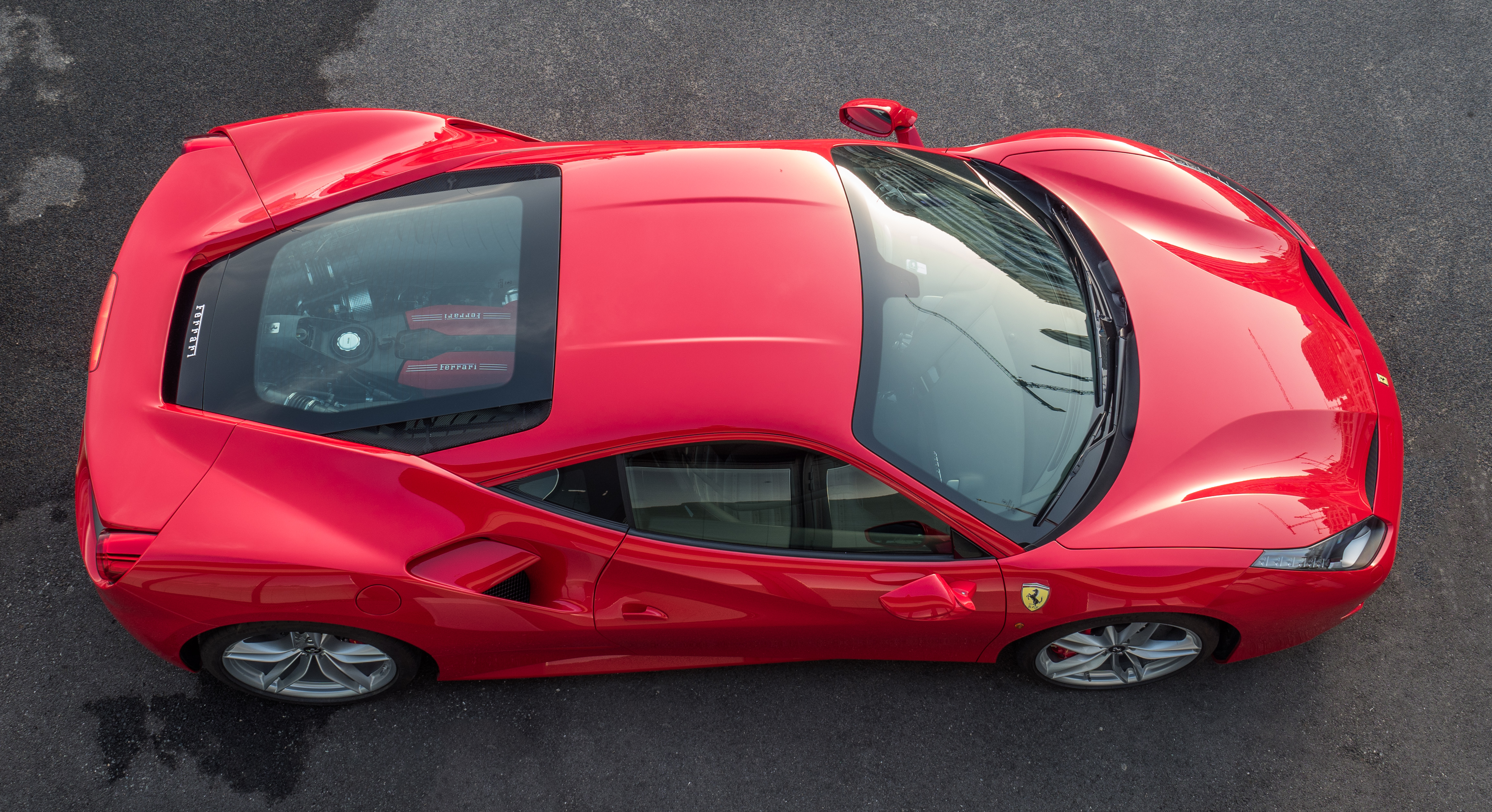
Vista dall'alto di una 488 GTB; notare le "scalfature" sulla carrozzeria per migliorare il raffreddamento del motore, il carico e la penetrazione aerodinamica

Il corpo vettura è molto simile a quello della Ferrari 458, ma con diverse migliorie tecniche ed aerodinamiche come il musetto con alettone a cassetto e profili sovrapposti per migliorare l'efficienza termica dei radiatori, un convogliatore centrale anteriore per portare l'aria sul fondo dell'auto, nuove portiere "scavate" per incanalare l'aria verso le prese d'aria posteriori per motore e turbocompressori, nuovi scarichi in stile Ferrari 458 Speciale, un nuovo faro retronebbia in stile Ferrari F12berlinetta e uno spoiler soffiato. Il profilo estetico è stato curato da Flavio Manzoni, direttore Design del centro stile Ferrari.
Grazie al design innovativo e di elevata qualità la 488 GTB il 30 marzo 2016 si aggiudica il prestigioso Red Dot Best of the Best.

### Elettronica
La vettura gode di numerosi controlli elettronici tra cui il controllo elettronico dell'angolo di assetto, il controllo di trazione F1-trac, il differenziale elettronico E-diff ed ammortizzatori a controllo elettronico.

### Prestazioni e consumi
La casa italiana ha dichiarato che la Ferrari 488 GTB è in grado di accelerare da 0-100 km/h in 3,0 secondi e da 0–200 km/h in 8,3 secondi, con una velocità massima di 330 km/h. I consumi e le emissioni con sistema HELE (ciclo combinato ECE + EUDC) sono di 11,4 l/100 km pari a 260 g/km di CO2.
La Ferrari 488 GTB ha girato sul Circuito di Fiorano segnando un tempo ufficiale di 1'23", battendo la 458 Italia e girando mezzo secondo più veloce rispetto alla 458 speciale.

## 488 Spider

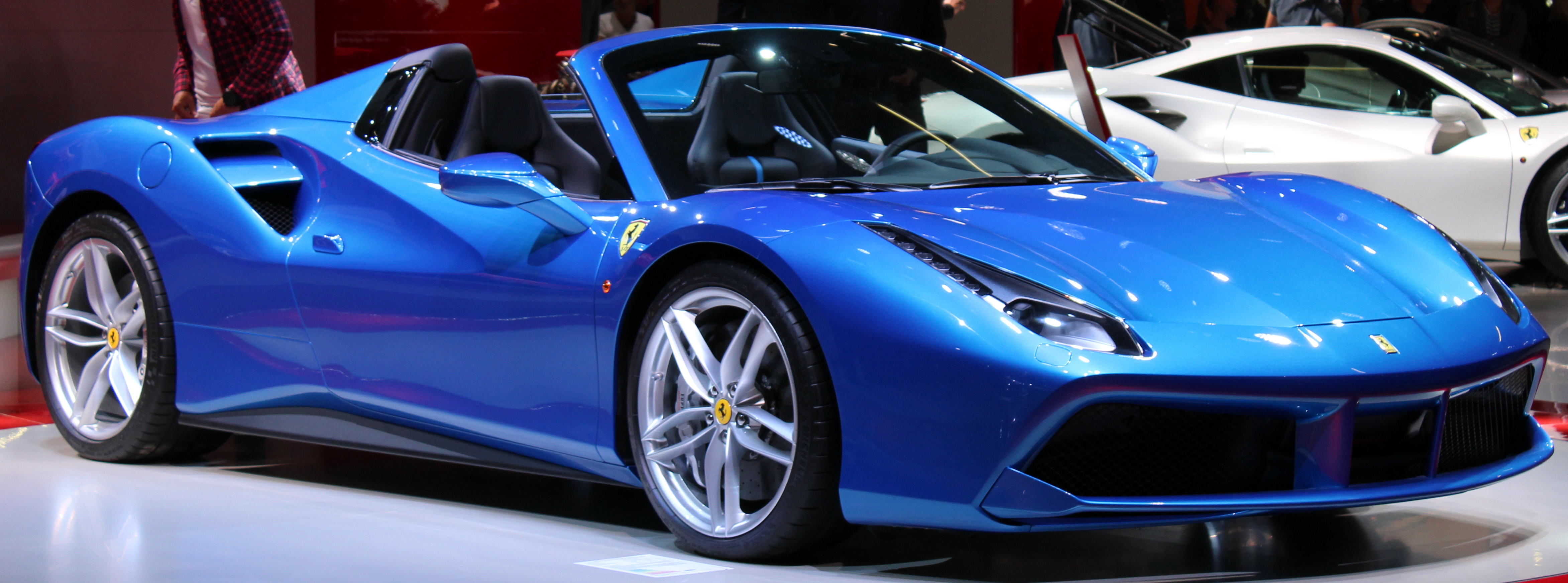
Ferrari 488 Spider

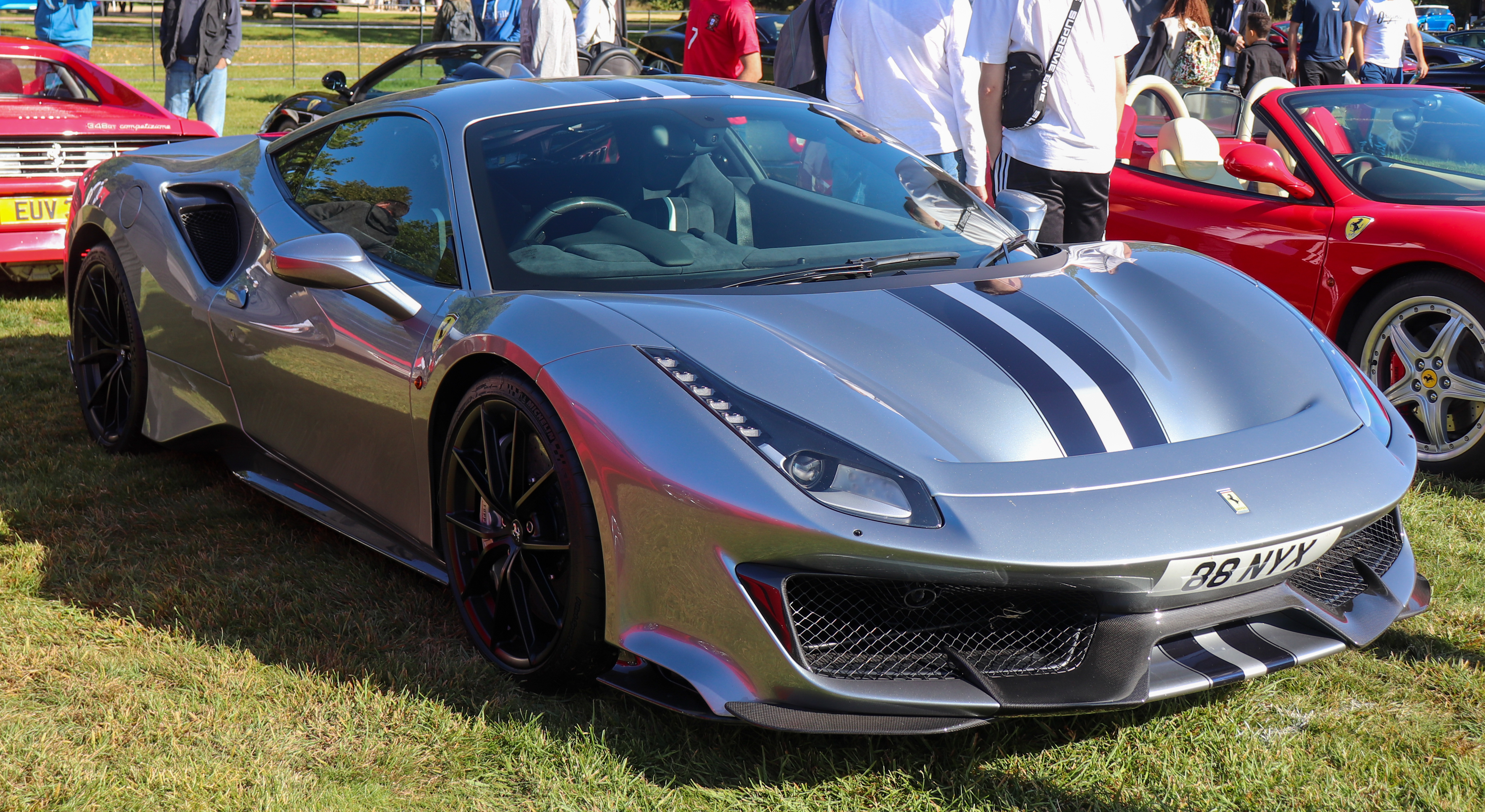
488 Pista

Durante il mese di luglio 2015 Ferrari ha rilasciato le prime immagini della nuova 488 Spider, ma la vettura ha debuttato ufficialmente al pubblico al Salone di Francoforte nel settembre 2015. Invece che un tradizionale tetto in tela come molte concorrenti e auto simili, la 488 Spider mantiene il tetto rigido in metallo removibile che caratterizzava già la precedente 458 Spider; questo si ripiega in un vano ricavato sopra motore in 14 secondi.
La 488 Spider è alimentata dallo stesso motore 8 cilindri disposti a V di 90° bi-turbo IHI con cilindrata di 3902 cm³ montato sulla 488 GTB. La 488 Spider pesa 1420 kg, 50 kg più pesante della 488 GTB, ma 10 kg più leggera della 458 Spider che va a sostituire grazie a un telaio che utilizza 11 differenti leghe e all'uso del magnesio, che oltre a ridurre il peso garantisce una maggiore rigidità torsionale dell'ordine del 23% rispetto alla 458 Spider. Le prestazioni sullo 0-100 km/h sono sempre di 3 secondi, mentre sullo 0-200 km/h sono leggermente più alte arrivando a 9 secondi. La velocità massima è di 325 km/h.

## 488 Pista
Durante il Salone dell'automobile di Ginevra del 2018 debutta la Ferrari 488 Pista. La potenza del motore viene aumentata fino a 720 CV a 8000 giri e 770 N·m di coppia, diventando il motore V8 più potente mai montato su un'auto stradale della casa del cavallino. Il peso totale scende a 1280 kg. Per risparmiare peso viene utilizzata fibra di carbonio per cofano, per il paraurti, per l'alettone posteriore e per la prima volta anche per i cerchi da 20" optional. La velocità massima dichiarata è di 330 km/h. Per toccare i 100 km/h da fermo occorrono 2,9 secondi mentre i 200 km/h sono raggiunti in 7,6 secondi. Al Concorso d'eleganza di Pebble Beach nell'agosto seguente esordisce anche la versione spider, che in seguito viene presentata in Europa al Salone dell'automobile di Parigi del 2018.

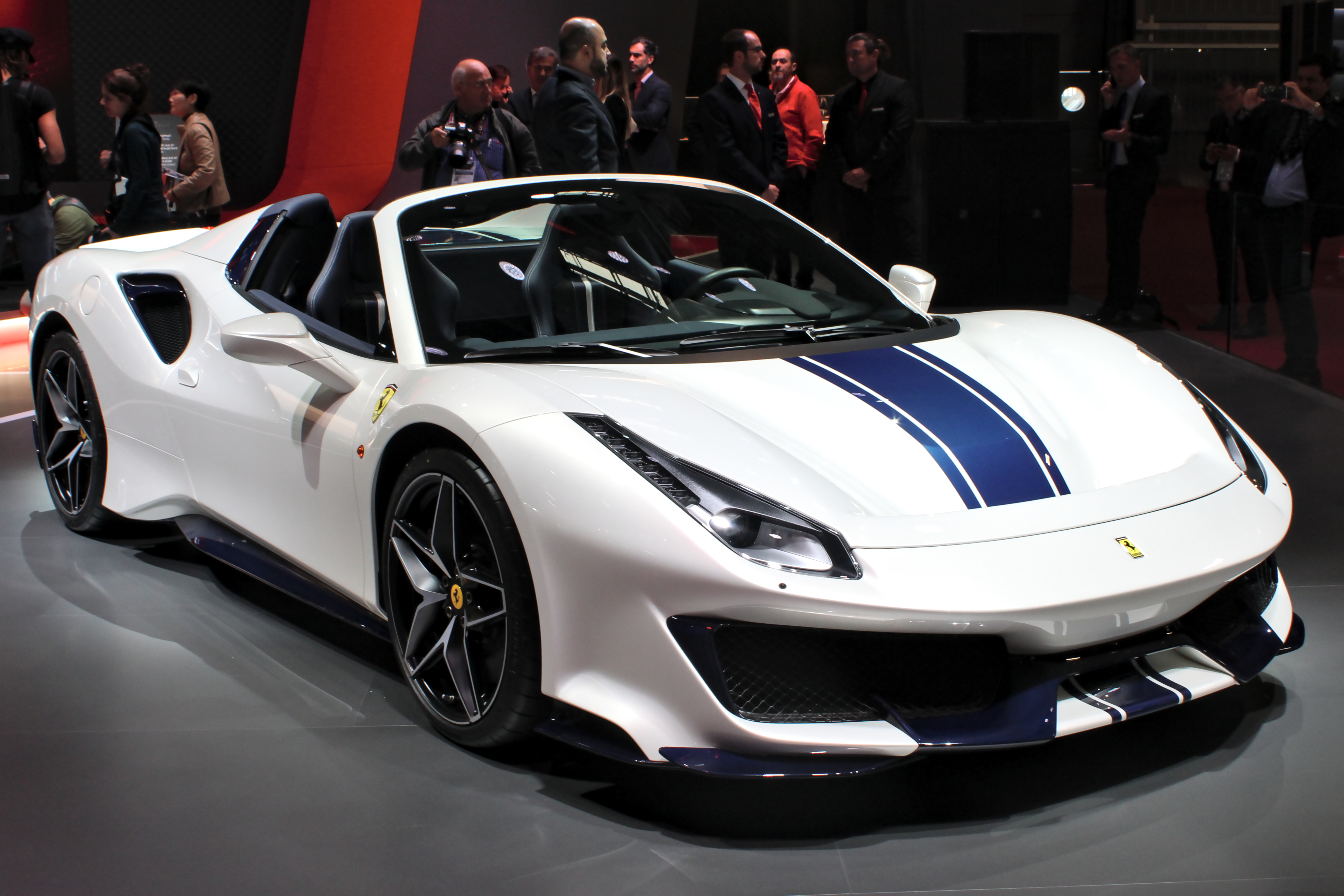
Ferrari 488 Pista Spider

## Modelli derivati
Oltre a modelli speciali in edizione limitata, come la Ferrari J50, anche la 488 ha fatto da base ad una serie di vetture "one off" creati su espressa richiesta dei clienti.

### Ferrari SP38
Nel 2018 nasce la Ferrari SP38, una coupé inedita basata sul telaio e la meccanica della 488 GTB rispetto alla quale la linea presenta un'evoluzione del tutto radicale. La vettura è stata esposta al pubblico al Concorso d'eleganza Villa d'Este.

### Ferrari P80/C
A marzo del 2019 viene svelata la one-off Ferrari P80/C, un pezzo unico ed estremo sviluppata su richiesta di un cliente. Il Centro Stile Ferrari e il team Direzione Tecnica hanno lavorato in totale sinergia per rielaborare il concetto di "Ferrari Sport Prototipi". Basata sulla Ferrari 488 GT3, il modello ha richiesto quattro anni di sviluppo, diventando il progetto più importante della storia delle one-off Ferrari. Una vettura pensata e omologata per l'uso in pista: questo ha permesso di non inserire componenti come i fanali e i proiettori.

## Attività sportiva

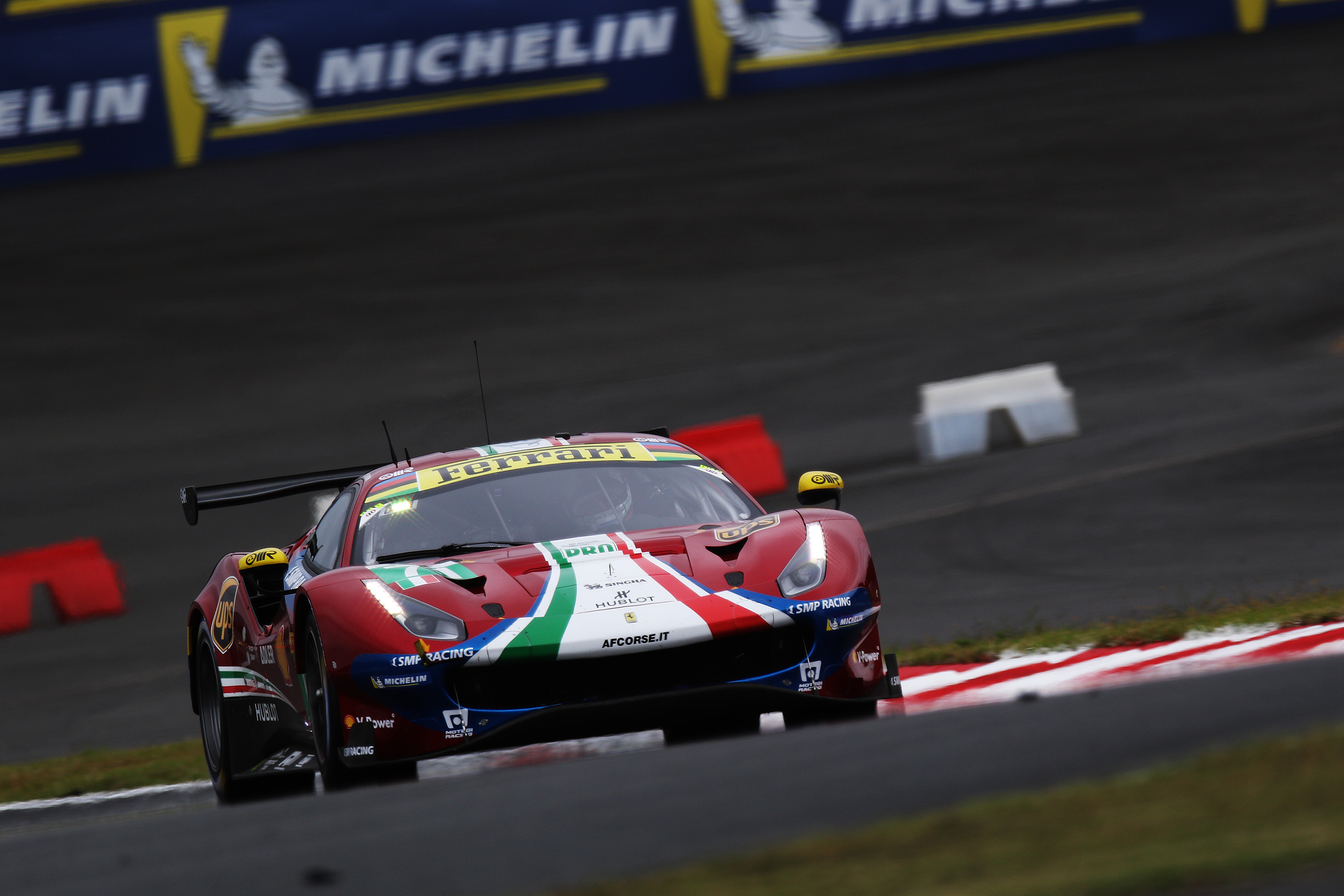
James Calado a bordo della Ferrari 488 GTE Evo di AF Corse durante la 6 Ore di Fuji

In occasione delle Finali Mondiali 2016 del Ferrari Challenge vengono presentate le Ferrari 488 GTE e 488 GT3 che competeranno nei campionati ufficiali a partire dal 2017. Le vetture sono prodotte dalla Michelotto Automobili e montano il 4.0 V8 biturbo in versione da gara, capace di erogare 500 cavalli nella versione GTE e 550 nella versione GT3. La vettura GTE, erede della Ferrari 458 Italia GT2, viene utilizzata nei vari campionati di Endurance, in particolare nel Campionato del Mondo Endurance nella categoria GTE Pro dal team AF Corse che vincerà i titoli costruttori nel 2016 e 2017 e il mondiale piloti con James Calado e Alessandro Pier Guidi nel 2017. Nel 2018 viene sviluppata una versione evoluta denominata Ferrari 488 GTE Evo, che nel 2019 ha trionfato alla 24 ore di Le Mans nella categoria GTE Pro schierata dal team ufficiale AF Corse e guidata da James Calado, Alessandro Pier Guidi e Daniel Serra. Nelle mani del Risi Competizione la vettura ha trionfato 2 volte alla Petit Le Mans (2016 con Calado, Toni Vilander e Giancarlo Fisichella, 2019 con Calado, Pier Guidi e Serra) e raccolto diversi podi alle 24 ore di Daytona, 24 ore di Le Mans e 12 ore di Sebring. 
La vettura GT3 viene impiegata da vari team privati nei campionati dove è permesso il regolamento GT3, in particolare Intercontinental GT Challenge, Blancpain GT Series e IMSA. La 488 GT3 nelle mani di Scuderia Corsa ha vinto la 12 ore di Sebring 2016 con Alessandro Balzan, Christina Nielsen e Jeff Segal, i titoli IMSA 2016 e 2017 con Balzan e Nielsen, la Petit Le Mans 2018 con Daniel Serra, Cooper MacNeil e Gunnar Jeanette. Nel 2017 ha vinto la classifica assoluta alla 12 ore di Bathurst con il team Maranello Motorsport condotta dal pilota ufficiale Ferrari Toni Vilander e dai campioni Supercars Jamie Whincup e Craig Lowndes. Nel 2021 ha vinto la 24 Ore di Spa con il team Iron Lynx ed equipaggio Alessandro Pier Guidi, Nicklas Nielsen e Come Ledogar. Durante le Finali Mondiali 2019 sono stati tolti i veli alla Ferrari 488 GT3 Evo, gli sviluppi apportati all’auto riguardano l’aerodinamica, l’elettronica, la riduzione di peso, e l’introduzione di un nuovo pacchetto pensato per le gare di durata, che riprende molte componentistiche dalla GTE.
Durante le Finali Mondiali 2017 viene svelata la Ferrari 488 Challenge da 670 cavalli, per competere nel Ferrari Challenge a partire dal 2018, come erede della Ferrari 458 Challenge. Alle Finali Mondiali 2019 debutta una versione evoluta dell’auto, denominata Ferrari 488 Challenge Evo. L’auto presenta numerosi aggiornamenti, in primo luogo l’estetica, disegnata dal Centro Stile Ferrari. La vettura poi presenta migliorie aerodinamiche che consentono di migliorare il carico verticale del 50%, e ottimizzare il bilanciamento del 30%, nuovi pneumatici sviluppati in sinergia con Pirelli, nuovi sistemi di controllo elettronici, e un nuovo impianto frenante di maggiore durabilità.

## Scheda tecnica
| Caratteristiche tecniche - Ferrari 488 GTB                 | Caratteristiche tecniche - Ferrari 488 GTB                                                             | Caratteristiche tecniche - Ferrari 488 GTB                                                             | Caratteristiche tecniche - Ferrari 488 GTB                                                             | Caratteristiche tecniche - Ferrari 488 GTB                                                             | Caratteristiche tecniche - Ferrari 488 GTB                                                             |
| ---------------------------------------------------------- | --- | --- | --- | --- | --- |
|                                                            | | | | | |
| Configurazione                                             | | | | | |
| Carrozzeria: Berlinetta                                    | Carrozzeria: Berlinetta                                                                                | Posizione motore: centrale                                                                             | Posizione motore: centrale                                                                             | Trazione: posteriore                                                                                   | Trazione: posteriore                                                                                   |
| Dimensioni e pesi                                          | | | | | |
| Ingombri (lungh.×largh.×alt. in mm): 4 568 × 1 952 × 1 213 | Ingombri (lungh.×largh.×alt. in mm): 4 568 × 1 952 × 1 213                                             | Ingombri (lungh.×largh.×alt. in mm): 4 568 × 1 952 × 1 213                                             | Ingombri (lungh.×largh.×alt. in mm): 4 568 × 1 952 × 1 213                                             | Diametro minimo sterzata:                                                                              | Diametro minimo sterzata:                                                                              |
| Posti totali: 2                                            | Posti totali: 2                                                                                        | Bagagliaio: 230 l                                                                                      | Bagagliaio: 230 l                                                                                      | Serbatoio:                                                                                             | Serbatoio:                                                                                             |
| Masse                                                      | a vuoto: 1 370 kg                                                                                      | a vuoto: 1 370 kg                                                                                      | a vuoto: 1 370 kg                                                                                      | a vuoto: 1 370 kg                                                                                      | a vuoto: 1 370 kg                                                                                      |
| Meccanica                                                  | | | | | |
| Tipo motore: V8 a 90° bi-turbo                             | Tipo motore: V8 a 90° bi-turbo                                                                         | Tipo motore: V8 a 90° bi-turbo                                                                         | Cilindrata: 3 902 cm³                                                                                  | Cilindrata: 3 902 cm³                                                                                  | Cilindrata: 3 902 cm³                                                                                  |
| Distribuzione:                                             | Distribuzione:                                                                                         | Distribuzione:                                                                                         | Alimentazione: benzina                                                                                 | Alimentazione: benzina                                                                                 | Alimentazione: benzina                                                                                 |
| Prestazioni motore                                         | Potenza: 493 kW (670 CV) a 8.000 giri/minuto / Coppia: 760 N·m a 3.000 giri/minuto                     | Potenza: 493 kW (670 CV) a 8.000 giri/minuto / Coppia: 760 N·m a 3.000 giri/minuto                     | Potenza: 493 kW (670 CV) a 8.000 giri/minuto / Coppia: 760 N·m a 3.000 giri/minuto                     | Potenza: 493 kW (670 CV) a 8.000 giri/minuto / Coppia: 760 N·m a 3.000 giri/minuto                     | Potenza: 493 kW (670 CV) a 8.000 giri/minuto / Coppia: 760 N·m a 3.000 giri/minuto                     |
| Frizione: doppia frizione                                  | Frizione: doppia frizione                                                                              | Frizione: doppia frizione                                                                              | Cambio: 7 rapporti                                                                                     | Cambio: 7 rapporti                                                                                     | Cambio: 7 rapporti                                                                                     |
| Telaio                                                     | | | | | |
| Sospensioni                                                | anteriori: ammortizzatori a controllo elettronico / posteriori: ammortizzatori a controllo elettronico | anteriori: ammortizzatori a controllo elettronico / posteriori: ammortizzatori a controllo elettronico | anteriori: ammortizzatori a controllo elettronico / posteriori: ammortizzatori a controllo elettronico | anteriori: ammortizzatori a controllo elettronico / posteriori: ammortizzatori a controllo elettronico | anteriori: ammortizzatori a controllo elettronico / posteriori: ammortizzatori a controllo elettronico |
| Prestazioni dichiarate                                     | | | | | |
| Velocità: 330 km/h                                         | Velocità: 330 km/h                                                                                     | Velocità: 330 km/h                                                                                     | Accelerazione: 0-100 km/h in 3,0 s                                                                     | Accelerazione: 0-100 km/h in 3,0 s                                                                     | Accelerazione: 0-100 km/h in 3,0 s                                                                     |
| Consumi                                                    | (con allestimento HELE) 11,4 l/100 km                                                                  | (con allestimento HELE) 11,4 l/100 km                                                                  | (con allestimento HELE) 11,4 l/100 km                                                                  | (con allestimento HELE) 11,4 l/100 km                                                                  | (con allestimento HELE) 11,4 l/100 km                                                                  |
| Omologazione:                                              | Omologazione:                                                                                          | Omologazione:                                                                                          | Emissioni CO2: (con allestimento HELE) 260 g/km                                                        | Emissioni CO2: (con allestimento HELE) 260 g/km                                                        | Emissioni CO2: (con allestimento HELE) 260 g/km                                                        |
| Altro                                                      | | | | | |
| Distribuzione pesi                                         | 46,5% anteriore, 53,5% posteriore                                                                      | 46,5% anteriore, 53,5% posteriore                                                                      | 46,5% anteriore, 53,5% posteriore                                                                      | 46,5% anteriore, 53,5% posteriore                                                                      | 46,5% anteriore, 53,5% posteriore                                                                      |
| Fonte dei dati: 0-100.it.                                  | | | | | |